# Groupement autonome d'artillerie coloniale de la Corse
Pour les articles homonymes, voir Groupe autonome d'artillerie coloniale.
Le groupement autonome d'artillerie coloniale de la Corse (GAACC) est une unité de l'Armée française stationnée en Corse à la fin des années 1930.

## Création et différentes dénominations
- avril 1937 : création du groupe autonome d'artillerie coloniale de la Corse (GAACC) par changement d’appellation du IIIe groupe du 2e régiment d'artillerie coloniale[1]
- mars 1938 : devient groupement autonome d'artillerie coloniale de la Corse (GAACC)[1] après renfort du VIe groupe du 2e régiment d'artillerie coloniale[2]
- avril 1939 : renommé régiment d'artillerie coloniale de la Corse (RACC)[1],[2]
- 2 septembre 1939 : devient XIe groupe du 2e régiment d'artillerie coloniale[1],[2]

## Historique
Le groupe autonome d'artillerie coloniale de la Corse est formé en avril 1937 par changement d’appellation du IIIe groupe du 2e régiment d'artillerie coloniale (III/2e RAC), renforcé du groupe du 94e régiment d'artillerie de montagne en garnison à Bastia depuis 1924. Le nouveau groupe a une batterie en position à Bonifacio.
En mars 1938, l'ancien III/2e RAC et le VI/2e RAC fusionnent et forment le groupement autonome d'artillerie coloniale de la Corse, en garnison à Bastia, Ajaccio, Corte et Bonifacio (ou Sartène selon les sources,). En temps de paix, le groupement est subordonné à l'artillerie de la 2e division d'infanterie coloniale.
En avril 1939, le GAACC est renommé régiment d'artillerie coloniale de la Corse (RACC),. Certaines sources ne mentionnent pas cette transformation, et notent que le GAACC doit être dissous le 1er septembre 1939 pour former un futur 9e régiment d'artillerie coloniale (cette création n'aura pas lieu).
Le 2 septembre 1939, lorsque que la mobilisation française est déclenchée, l'unité est renommée XIe groupe du 2e régiment d'artillerie coloniale,, puis 92e régiment d'artillerie de montagne.

## Insigne
L'insigne du GAACC, fabriqué par Drago, est constitué par une carte de la Corse où les lieux d'implantation des batteries sont indiquées par des points rouges,.